# Michael Kissel

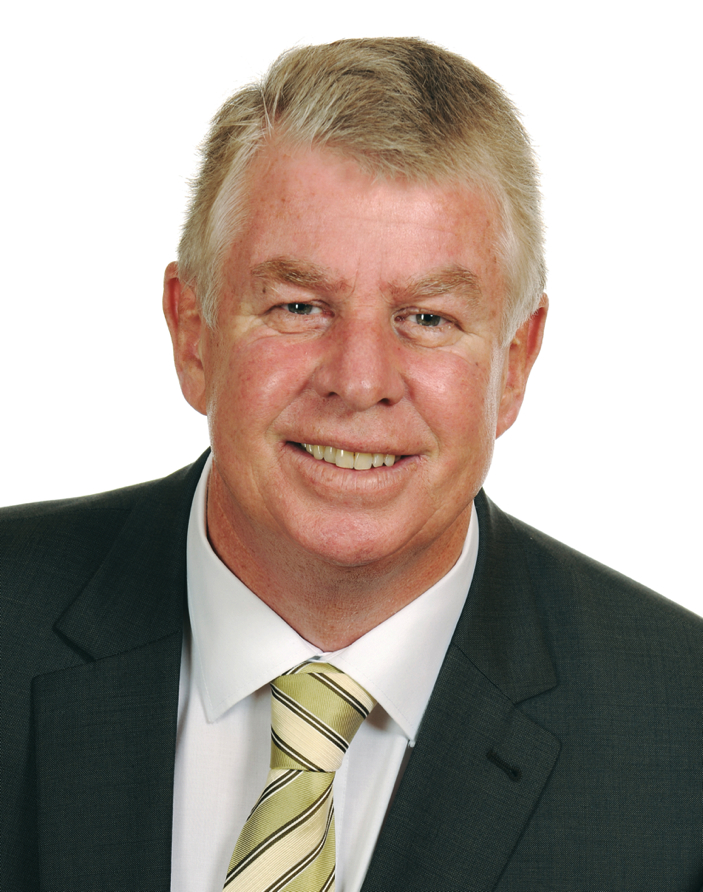
Michael Kissel (2012)

Michael Kissel (* 15. Januar 1955 in Worms) ist ein deutscher Politiker (SPD). Er war von 2003 bis 2019 Oberbürgermeister von Worms und ist seit November 2019 Präsident des rheinland-pfälzischen Landesverbandes des Arbeiter-Samariter-Bundes.

## Beruflicher Werdegang
Michael Kissel besuchte nach der Grundschule die Diesterweg-Hauptschule in Worms, die er 1970 mit der mittleren Reife abschloss. Danach begann er eine Verwaltungsausbildung bei der Stadt Worms und wurde als Sachbearbeiter übernommen. Mit seinem Aufstieg in die gehobene Beamtenlaufbahn 1976 wurde er zunächst Abteilungsleiter, später Amtsleiter für Umweltschutz und Landwirtschaft. 1987 besuchte er die Verwaltungsakademie Mainz und erreichte die höhere Beamtenlaufbahn.
1991 wurde er Leiter des Ministerbüros von Florian Gerster im rheinland-pfälzischen Ministerium für Bundesangelegenheiten und Europa, ein Jahr später arbeitete er in der Staatskanzlei Rheinland-Pfalz.

## Politik
Von 1992 bis 2003 war Kissel Bürgermeister der Verbandsgemeinde Monsheim. 1996 wurde er Verbandsvorsteher des Zweckverbandes Wasserversorgung für das Seebachgebiet Osthofen und 1997 Verbandsvorsteher des Abwasserzweckverbandes Mittleres Pfrimmtal. Seit 2003 war er Oberbürgermeister der Stadt Worms und Mitglied im Hauptausschuss des Deutschen Städtetags. Im April 2011 wurde Kissel mit 53 Prozent der abgegebenen Stimmen wiedergewählt. 2018 kandidierte er für eine dritte Amtszeit, im ersten Wahlgang am 4. November erhielt er 21,9 Prozent der Stimmen und trat damit in der Stichwahl gegen Adolf Kessel (CDU) an. Kissel verlor die Stichwahl am 18. November, bei der rund 26,9 Prozent der Stimmen auf ihn entfielen. Seine Amtszeit als Wormser Oberbürgermeister endete somit am 1. Juli 2019.
2013 wurde er zum Vorsitzenden des Städtetags Rheinland-Pfalz gewählt.

## Ehrenamt
Bis zu seiner Wahl zum Oberbürgermeister war Kissel Kreisverbandsvorsitzender des Arbeiter-Samariter-Bundes (ASB) in Worms. Er hatte die Schirmherrschaft über das Projekt Worms hilft nach der Flutkatastrophe in Sri Lanka von 2005. Ende November 2019 wurde Kissel zum Präsidenten des ASB Landesverbandes Rheinland-Pfalz gewählt.

## Sonstiges
Kissel ist der Lebensgefährte der rheinland-pfälzischen Landtagsabgeordneten Kathrin Anklam-Trapp.